# Sjeverni-centralni edoid jezici
Sjeverni-centralni edoid jezici (privatni kod: nced), skupina od (15) edoid jezika raširenih u Nigeriji. Sastoji se od dvije glavne podskupine, edo-esan-ora s četiri i ghotuo-uneme-yekhee s 9 jezika, i dva zasebna jezika, ihievbe i uokha.
a. Edo-Esan-Ora (4): edo, emai-iuleha-ora, esan, ibilo; Za ibilo je predloženo ds se kao dijalwekt uklopi u okpamheri [opa]
b. Ghotuo-Uneme-Yekhee (9): enwan, ghotuo, igwe, ikpeshi, ivbie north-okpela-arhe, ososo, sasaru, uneme, yekhee;
Ihievbe;
Uokha.

## Vanjske poveznice
- Ethnologue (14th)
- Ethnologue (15th)